# Мафалда Португальская
Мафа́лда Португа́льская (порт. Mafalda; 1184, Риу-Тинту — 1256) — преобразовательница аббатства де Арока, блаженная.

## Биография
Дочь португальского короля Саншу I. В 1215 году вышла замуж за короля Кастилии Энрике I, но уже в следующем году их брак был аннулирован папой Иннокентием III по причине слишком близкого кровного родства между супругами. Мафалда вернулась в Португалию и удалилась в знаменитый монастырь де Ароука.
В 1222 году, решив реформировать монастырь, Мафалда пригласила туда цистерцианских монахинь и поэтому сама приняла постриг.
Прославилась строгостью жизни: постилась, спала на голой земле, неоднократно проводила ночи в молитве. Также покровительствовала основанию в Португалии францисканских и доминиканских общин. Особо почитала св. мать Триниту и Богоматерь. Любила поклоняться древнему образу Богородицы в соборе Порту.
В 1256 году по возвращении из паломничества, Мафалда заболела и уже не оправилась. Она жаждала принять смерть на золе и во власянице.
Её похоронили в церкви монастыря де Ароука, и её могила прославилась многими чудесами. 7 августа 1617 года её мощи были обретены: её тело нашли нетленным. Мощи Мафалды были торжественно перенесены в каменный мавзолей. В 1793 году папа Пий VI дал согласие на празднование её памяти в аббатстве де Ароука и во всех цистерцианских монастырях Португалии.
В настоящее время почитается только конгрегацией св. Бернарда. День её памяти — 13 мая.

## Комментарии
1. ↑  Дед Мафалды по материнской линии (Рамон Беренгер IV) — родной брат прабабки Энрике Беренгарии; они были детьми Рамона Беренгера III, графа Барселоны. Таким образом, по барселонской линии Энрике приходился Мафалде троюродным племянником.